# Realisté
REALISTÉ (zkratka REAL, po založení krátkodobě STRANA REGIONŮ, zkratka SR) byla česká pravicová liberálně konzervativní politická strana založená 24. listopadu 2016 Michalem Morozem, která vznikla 15. prosince 2016. Deklarovaným cílem strany byla obhajoba českých národních zájmů a „realistická metoda vládnutí dle Paretova pravidla 20/80“. Ústřední postavou strany byl politolog Petr Robejšek, dlouhodobě žijící v Německu. Základním dokumentem strany byl tzv. Realistický kodex. Hlavním kritériem Realistů by podle Robejška měly být národní zájmy, mezi prioritami uvádí rodinu, bezpečnost, spravedlnost, odpovědnost a ochranu národního bohatství. Zakladatelé se rozhodli poprvé kandidovat ve sněmovních volbách v roce 2017, kde ovšem strana získala pouhých 0,71 %. Za stranu jednali dva tajemníci, Michal Moroz a prezident Asociace obranného a bezpečnostního průmyslu České republiky Jiří Hynek.

## Vznik
„Realisté“ se říkalo před více než 110 lety vzniklému politickému uskupení pozdějšího prvního československého prezidenta Tomáše Garrigua Masaryka, České straně pokrokové. Podle Petra Robejška to byl „první Realista“.
Dne 24. listopadu 2016 zakladatelé podali žádost o registraci strany. Ministerstvo vnitra potvrdilo registraci 15. prosince téhož roku, ovšem pod názvem Strana regionů, jak bylo uvedeno v žádosti. Zakladatelé totiž chtěli udržet v tajnosti marketingový název Realisté, a proto požádali o registraci pod názvem Strana regionů a současně s tím žádali i o přejmenování na Realisty. To však ministerstvo nepřijalo, 8. prosince tak obdrželo upřesněnou žádost, v níž figuroval už jen název Strana regionů. Na základě další žádosti získala strana od Ministerstva vnitra dne 21. prosince 2016 svůj název Realisté.
Zakladatelé zamýšleli od ledna 2017 přijímat členy, v únoru či březnu zvolit předsedu a od jara představit program.

### Reakce na vznik
Ústřední postavu strany Petra Robejška hodnotili komentátoři jako kandidáta, který umí srozumitelně oslovit své příznivce, ale zároveň je známý spíše v politologických nebo novinářských kruzích než mezi širokou veřejností. V této souvislosti se také diskutovalo o možnosti kandidatury Petra Robejška na prezidenta a s tím související roli strany Realisté.
Miroslav Kalousek, předseda TOP 09, a Petr Gazdík, předseda strany Starostové a nezávislí, při vzniku strany vítali každou politickou konkurenci, Gazdík však varoval, neboť Realisté představovali svůj program jako jediná správná řešení, navíc jednoduchá a efektivní. Andrej Babiš, předseda hnutí ANO, vítal vznik strany pro obdobné podnikatelské pozadí, Robejškovy názory mu prý byly blízké. Program Realistů považoval rovněž za blízký zakladatel Svobodných Petr Mach, napojení nové strany na velkopodnikatele však viděl jako negativum. Předseda ODS Petr Fiala vznik strany Realistů kritizoval jako zbytečné drobení politické scény. Bývalý prezident Václav Klaus vznik nové strany uvítal, protože dle něj by to mohl být subjekt, který sjednotí českou pravici.

## Program
Realisté kladli důraz na národní zájmy, rodinu a bezpečnost. Národní princip, ochrana a obrana zájmů ČR by měly být nadřazeny mezinárodním smlouvám. ČR by měla jasně odmítnout ilegální migraci a občané by měli mít ústavně zakotvené právo vlastnit zbraň. Největší hrozba podle nich dnes nepřichází z Ruska, ale z Blízkého východu. Strana dále prosazovala patnáctiprocentní rovnou daň, nepřijetí eura, povinný tříměsíční vojenský výcvik pro muže, zvýšení platů učitelům a zaměstnancům ve zdravotnictví, odpuštění platby důchodového pojištění pracujícím seniorům a snížení důchodového pojištění pro pracující rodiny s dětmi.
Realisté byli komentátory charakterizováni jako konzervativně pravicová strana, která se rozhodla využít reakce politických elit na aktuální dění. Radovan Bartošek z Deníku Referendum a Jaroslav Bican stranu charakterizovali jako pravicově populistickou. Petr Robejšek deklaroval volební potenciál Realistů ve výši 20 %, zatímco řada analytiků oslovených médii odhadovala nižší výsledek. Realisté se dle jejich vyjádření ucházeli o hlasy nevyhraněných voličů, které mediální experti definovali například jako bývalé voliče v rozmezí od stran nacionalistického rázu až po etablované strany, zahrnující konzervativní euroskeptickou ODS, širokopásmové hnutí hnutí ANO či TOP 09.

## Osobnosti
Petr Robejšek uváděl svou pozici jako mentora a zakladatele, na předsedu strany však kandidovat podle vlastních vyjádření nehodlal. Spolu s Petrem Robejškem stranu spoluzakládali profesor Jihočeské univerzity a bývalý ústřední ředitel České správy sociálního zabezpečení Vilém Kahoun, prezident Asociace obranného a bezpečnostního průmyslu Jiří Hynek, prezident Asociace poskytovatelů sociálních služeb Jiří Horecký, ekonom a investor Pavel Kohout, agrární analytik Petr Havel, podnikatel Antonín Fryč, advokát a proděkan pro legislativu na Hornicko-geologické fakultě Vysoké školy báňské – Technické univerzity Ostrava Alexander Király, ředitelka pobytového sociálního zařízení pro seniory Domov u Biřičky Daniela Lusková či podnikatel a investor v oblasti ICT Milan Sameš.
Pavel Kohout se v pořadu Českého rozhlasu Interview Plus označil za pouhého ekonomického poradce, který se podílel na části programových bodů týkající se ekonomiky a daní, bez úmyslu kandidovat na jakékoli funkce. Magazín Euro již v červenci 2015 uváděl, že účast v Institutu 2080 spojuje osobnosti, jež spějí k vytvoření jádra budoucí politické strany. Jmenoval tehdy Pavla Kohouta, Magdalenu Souček, Petra Šmídu, Petra Robejška, Václava Cílka, Danu Bérovou a Petra Koláře. Analytička Marie Bastlová podle Českého rozhlasu soudila, že nové neznámé osobnosti, kterými se chce strana profilovat, mohou snížit šanci na úspěch v blížících se volbách. Za známější označila vedle Robejška jen Pavla Kohouta a Petra Havla.
V květnu 2017 strana i bez voleb získala svého prvního parlamentního zástupce, když k ní přešel poslanec Martin Lank, zvolený v roce 2013 za Úsvit přímé demokracie Tomia Okamury a po rozpadu tohoto uskupení působící v řadách Úsvitu – Národní koalice. V srpnu 2017 se ke straně připojila další poslankyně zvolená za Úsvit přímé demokracie Tomia Okamury, Jana Hnyková a také politolog a komentátor Alexander Tomský.

## Financování
Podle některých médií by měla strana fungovat s podporou Marka Dospivy, spolumajitele investiční skupiny Penta. Marek Dospiva v minulosti finančně podpořil také vznik politického think-tanku Institutu 2080, jehož správní radu Robejšek těsně před založením strany opustil. Server Echo24 zprvu uvedl, že by stranu měla podporovat přímo Penta, která vlastní mimo jiné vydavatelství Vltava Labe Media. Ta to ale ústy svého mluvčího odmítla, podporu Penty popřel i Robejšek. V lednu 2017 média informovala o tom, že kromě Dospivy straně sponzorsky přispěl také majitel stavební firmy WAREX Antonín Fryč a „vlivný reprezentant zbrojařské lobby“ Jiří Hynek.
Koncem roku 2016 si strana založila ze zákona povinný transparentní účet a záhy, po vánočních svátcích, na něj obdržela třímilionovou částku od Marka Dospivy. Po deseti dnech, v lednu následujícího roku, byly tyto peníze, spolu s dalšími 200 tisíci korun, převedeny na běžný účet strany, který na rozdíl od transparentního účtu není pod veřejnou kontrolou. Mluvčí strany Jana Malíková uvedla, že bylo postupováno v souladu se zákonem, takový přesun peněz však kritizoval projekt Rekonstrukce státu jako netransparentní. Na konci roku 2019 shledal Úřad pro dohled nad hospodařením politických stran a politických hnutí pochybení v tom, že Marek Dospiva byl ručitelem za úvěr ve výši 19 200 000 Kč, přičemž po volebním neúspěchu byla pohledávka postoupena právě Marku Dospivovi, který se tak fakticky stal poskytovatelem úvěru.
Realisty podpořil též třinecký miliardář Martin Burda. Ten zaslal, jménem své společnosti Léčebné lázně Jáchymov, na účet strany ne méně než 2,7 milionu korun.

## Zánik
Dne 16. července 2019 dal Sbor zakladatelů strany hlasovat o zániku strany. Strana informovala, že Sbor zakladatelů dal souhlas s dobrovolným rozpuštěním a bylo zahájeno týdenní hlasování všech členů o definitivním ukončení činnosti. Za důvod byly označeny špatné volební výsledky, odchody politiků k jiným stranám a pasivita krajských organizací. Dne 22. července 2019 svůj zánik potvrdili.